# 旅客営業取扱基準規程
旅客営業取扱基準規程（りょかくえいぎょうとりあつかいきじゅんきてい）とは、JR旅客鉄道会社及び私鉄各社において定められている旅客営業についての係員の取扱いについて定めた規則。ただし、東海旅客鉄道（JR東海）では旅客営業取扱細則（りょかくえいぎょうとりあつかいさいそく）という名称である。

## 解説
日本の鉄道に関する法令としては鉄道営業法（明治33年法律第65号）や鉄道運輸規程（昭和17年鉄道省令第3号）がある。
これらの法令に基づき鉄道係員の取扱いを定めた社内通達が旅客営業取扱基準規程である。
旅客営業規則は旅客との間の運送約款（契約内容）なので旅客に対して何らかの形で公表する義務がある。一方、旅客営業取扱基準規程はあくまでも社内規程であるから公表の義務はない。しかし、旅客営業取扱基準規程にも鉄道利用者の利害にかかわる内容は多い。
かつてJRの旅客営業規則及び旅客営業取扱基準規程の本は、JR各社ごとにまとめられ市販されていた。店頭では東京都内の4書店のみで扱われ、それ以外は出版社に注文すれば入手できた。出版元の中央書院は2011年9月12日に破産手続きを開始した。このような書籍は販売されなくなったが、時刻表や鉄道事業者のサイトで規程の一部を紹介している例も多い。また福岡市交通局がJR九州と直通運転をしている関係から福岡市において文書として取得、保管されているためこれを情報公開請求により取得することが可能であり、その結果得られた文書をインターネット上で公開している者なども存在している。